# 알레한드로 잠마테이
알레한드로 에두아르도 잠마테이 파야(스페인어: Alejandro Eduardo Giammattei Falla, 1956년 3월 9일~)는 과테말라의 정치인으로, 2006년 당시 교정본부의 단장을 지낸 바 있다. 2007년, 2011년, 2015년, 2019년 대선에 출마했으며, 2019년 8월 11일 2차 대선 결선투표에서 대통령으로 당선되었다. 2020년 1월 14일부터 임기를 시작하였다.